# Negreni, Argeș
Negreni este un sat în comuna Dârmănești din județul Argeș, Muntenia, România.